# Vochysia aurifera
Espèce
Statut de conservation UICN

 CR (needs updating) C2a : 
En danger critique
Vochysia aurifera est une espèce de plantes à fleurs de la famille des Vochysiaceae endémique du Honduras.